# 达尔达尼亚 (罗马行省)

4世纪行政区划改革后的罗马行省，达尔达尼亚为橙棕色

达尔达尼亚是罗马帝国位于巴尔干半岛中部的一个行省，最初为默西亚的非正式地区（87至284年），之后成为默西亚管区下的一个省份（293至337年）。其名称来源于古时色雷斯－伊利里亚的达尔达尼部落，在公元前2世纪末至1世纪罗马征服此地之前，该部落曾定居于此。

## 背景
在学术界，就达尔达尼人是伊利里亚人还是色雷斯人尚有争议。该地区可能先由色雷斯人定居，此后又在很长一段时期内与伊利里亚人不断接触。公元前279年凯尔特人出现在达尔达尼亚。前179年，巴斯塔奈人征服了达尔达尼亚，但后者在前174年的一场战争中被驱逐出去。前170年，又被马其顿人征服。前168年，伊利里亚与马其顿纳入了罗马的保护国。斯科迪斯基人，一支起源于凯尔特人的部落，很可能于前2世纪中期征服了达尔达尼人，此后很长一段时间都未有资料再提及达尔达尼人。前97年，他们在史籍中再次出现，被马其顿罗马军队击败。罗马占据此地后的达尔达尼亚的奴隶或自由人，根据他们的名字，显然来自于古巴尔干语。达尔达尼亚很早就被罗马化。

## 行政
被罗马征服后，达尔达尼亚最终被并入默西亚行省。公元86年图密善在位时期，默西亚被分为上默西亚与下默西亚。达尔达尼亚这一名字被用于新的上默西亚行省。托勒密称达尔达尼亚是上默西亚的一个特殊区划。
默西亚管区是罗马皇帝戴克里先设立的一个罗马管区。在其在任时，该管区下辖11个行省，其中之一为达尔达尼亚。后又从上默西亚拆分出了达尔达尼亚与第一默西亚行省，可能是在戴克里先时期，也可能是君士坦丁一世时期或之后。达尔达尼亚与色雷斯部分地区则组成了新的地中海达契亚行省。4世纪后半叶，两个管区，默西亚与达契亚并入了新的伊利里亚大区。

## 宗教
在公元开始后的前三个世纪，巴尔干地区很少有人知晓基督教。来自达尔达尼亚的马其顿主教达库斯第一次尼西亞公會議 。

## 经济
根据《Expositio totius mundi》（约350年，意为「世界描述」）一书，达尔达尼亚向马其顿提供乳酪与猪油。

## 城镇
罗马达尔达尼亚的主要中心有斯库皮、纳伊苏斯、乌尔皮亚纳等。
罗马于公元前75至73年间的达尔达尼亚战争种占领了纳伊苏斯，并将其设为军团营地。该地因战略位置重要而发展成为上默西亚的一个屯駐地与集镇。罗马还建立了一个采矿城镇，名为达尔达尼库姆。

## 此后

6世纪巴尔干地区行省

5世纪东西罗马分治后，此地归属于东罗马帝国。普罗科匹厄斯再其著作中以旧的罗马省份来描述巴尔干地区地理，根据其记载，在达尔达尼亚有8个新的堡垒和61个经修复的堡垒。达尔达尼亚是查士丁尼重点修复的地区。。518年一场地震破坏了此地，随之而来的饥荒减少了许多人口，并削弱了帝国的防御。此后在6世纪，斯拉夫人席卷了整个巴尔干半岛。

### 脚注
1. 1 2  Wilkes 1992，第85頁.
2. ↑  Mócsy 2014，第9頁.
3. ↑  Mócsy 2014，第10頁.
4. ↑  Papazoglu 1978，第173頁.
5. ↑  Mócsy 2014，第12頁.
6. ↑  Mócsy 2014，第15頁.
7. 1 2 3  Papazoglu 1978，第224頁.
8. ↑   45–47. Arheološki institut. 1995: 33  [2019-10-02]. （原始内容存档于2020-10-04）.
9. ↑  Balkanoloski institut.  38. SANU. 2008: 30  [2019-10-02]. （原始内容存档于2020-10-04）.
10. ↑  Wilkes 1992，第210頁.
11. 1 2 3  Mócsy 2014，第69頁.
12. 1 2 3 4  Roisman & Worthington 2010，第547頁.
13. ↑  Roisman & Worthington 2010，第548頁.
14. ↑  Harnack 1998，第371頁.
15. ↑  Harnack 1998，第80頁.
16. ↑  Mócsy 2014，第299頁.
17. ↑  Syme 1999，第207頁.
18. ↑  Petrović 2007.
19. ↑  Wilkes 1992，第258頁.
20. ↑  Mócsy 2014，第350頁.
21. ↑  Curta 2001，第156頁.
22. 1 2  Bulić 2013，第209頁.
23. ↑  Curta 2001，第84–92頁.

### 书籍
- Bulić, Dejan. . . Belgrade: The Institute for History. 2013: 137–234  [2019-10-02]. （原始内容存档于2020-10-04）.
- Curta, Florin. . Cambridge: Cambridge University Press. 2001  [2019-10-02]. （原始内容存档于2017-10-19）.
- Harnack, Adolf.  1–2. Wipf and Stock Publishers. 1998  [2019-10-02]. ISBN 978-1-57910-002-5. （原始内容存档于2020-10-05）.
- Mócsy, András. . New York: Routledge. 2014 [1974]  [2019-10-02]. （原始内容存档于2019-12-24）.
- Papazoglu, Fanula. . Amsterdam: Hakkert. 1978  [2019-10-02]. （原始内容存档于2021-04-11）.
- Petrović, Vladimir P.  (PDF). Balcanica (Balkanološki institut SANU). 2007, (37): 7–23  [2019-10-02]. （原始内容存档 (PDF)于2013-06-02）.
- Петровић, Владимир П.  (PDF). Београд: Балканолошки институт САНУ. 2007  [2019-10-02]. （原始内容存档 (PDF)于2020-09-18）.
- Roisman, Joseph; Worthington, Ian. . John Wiley & Sons. 2010  [2019-10-02]. ISBN 978-1-4051-7936-2. （原始内容存档于2020-04-16）.
- Syme, Ronald. . University of Exeter Press. 1999 [1935]  [2019-10-02]. ISBN 978-0-85989-632-0. （原始内容存档于2021-04-21）.
- Wilkes, J. J. . Blackwell. 1992. ISBN 0-631-19807-5.